# Elephantomyia (Elephantomyia) clitellaria
Elephantomyia (Elephantomyia) clitellaria is een tweevleugelige uit de familie steltmuggen (Limoniidae). De soort komt voor in het Neotropisch gebied.